# Johannes Mezon
Johannes Mezon (auch: Johann von Teltsch; nach der Bischofsliste von Olmütz: Johannes XVIII. Mezoun; tschechisch: Jan Mezoun; Jan XVIII. Mezoun z Telče; † 6. Februar 1578 in Brünn) war Bischof von Olmütz.

## Herkunft und Werdegang
Johannes Mezon wurde vermutlich in Teltsch in Mähren geboren und stammte aus einfachen Verhältnissen. Er war früh Waise und wurde von seiner Großmutter erzogen. Nach dem Besuch der Schule in Telsch und Eibenschitz studierte er ab 1561 an der Universität Krakau, anschließend an den Hochschulen der Jesuiten in Olmütz und Dillingen. Von 1571 bis 1575 studierte er als Alumne des Collegium Germanicum in Rom Philosophie und Theologie. Mit Unterstützung des Papstes verlieh ihm die Universität Bologna den akademischen Grad eines Dr. theol. Schon 1573 erhielt er auf päpstlichen Wunsch als Pfründe das Domdekanat in Olmütz, obwohl das dortige Domkapitel den Kanoniker Jan Dąmbrowsky in dieses Amt gewählt hatte. Der dadurch entstandene Konflikt zwischen Domkapitel und Johannes Mezon wurde nach dessen Rückkehr aus Rom vorübergehend beigelegt.

### Bischof von Olmütz
Nach dem Tod des Bischofs Thomas Albin von Helfenburg konnte sich das Domkapitel nicht auf einen Kandidaten einigen und wählte am 29. Mai 1575 ohne eindeutige Mehrheit die Kanoniker Daniel Ducius und Adam von Landeck. Der Domdekan Johannes Mezon und der Brünner Propst Stanislaus Pavlovský von Pavlovitz verhandelten daraufhin in Wien mit dem Kaiser und dem Nuntius. Am 21. Januar 1576 annullierte der Nuntius die Wahl und erlaubte eine Neuwahl. Am 13. Februar 1576 wurde schließlich der päpstliche Wunschkandidat Johannes Mezon gewählt. Der päpstlichen Bestätigung vom 4. Mai des Jahres folgte die Bischofsweihe durch den Breslauer Bischof Martin von Gerstmann.
Obwohl Mezon seinen bisherigen Konkurrenten Jan Dąmbrowsky als Dekan anerkannte, blieb sein Verhältnis zum Domkapitel wegen der vorausgegangenen Konflikte bestehen. Das Domkapitel bestand auf seinem freien Wahlrecht und wählte einen anderen Dekan, den Mezon nicht anerkannte. Aufgrund einer päpstlichen Weisung übertrug er das Domdekanat am 13. August 1577 Jan Dąmbrowsky und die Olmützer Propstei an den späteren Prager Erzbischof Zbynko Berka von Duba und Leipa.
Mezon versuchte, theologische Grundsätze durchzusetzen und achtete auch bei seinen Domherren auf die Erfüllung der geistlichen Pflichten. Er protestierte gegen die Religionsfreiheit und berief sich dabei auf sein Gewissen und seinen Bischofseid. Er starb unverhofft nur zwei Jahre nach seinem Amtsantritt. Es wird vermutet, dass er – wie auch seine beiden Vorgänger – einem Giftmord erlag, den Jan Dąmbrowsky veranlasst haben soll.